# 北澤和彦
北澤 和彦（きたざわ かずひこ、1951年2月8日 - ）は、日本の翻訳家。
北沢和彦の記述もあり。

## 来歴
東京都出身。東北大学文学部卒業。出版社勤務をへて翻訳家に。日本推理作家協会会員。
共同事務所「オフィス・レム」に連城三紀彦（作家）、関口苑生（評論家）、香山二三郎（コラムニスト）、上原ゼンジ（写真家）らと所属していた。

## 訳書
- 『我らが父たちの偽り』（アンドリュー・テイラー、サンケイ出版、サンケイ文庫、海外ノベルス・シリーズ） 1987
- 『ロスト : 恐怖の追跡』（ゲーリー・デヴォン、扶桑社、扶桑社ミステリー） 1988
- 『危険な森』（ベンジャミン・M・シュッツ、扶桑社、扶桑社ミステリー、私立探偵レオ・ハガティー・シリーズ） 1989
- 『さらばキーウエスト』（モンタルバーノ&ハイアセン、扶桑社、扶桑社ミステリー） 1989
- 『癒えない傷』（ベンジャミン・M・シュッツ、扶桑社、扶桑社ミステリー、私立探偵レオ・ハガティー・シリーズ） 1990
- 『ムーンシャイン・ウォー』（エルモア・レナード 、扶桑社、扶桑社ミステリー） 1991
- 『大統領専用機を爆破せよ』（ケネス・ロイス、徳間書店、徳間文庫） 1991
- 『Uボートを殲滅せよ!』上・下（ダグラス・ミュア、徳間書店、徳間文庫） 1992
- 『フェイド』（ロバート・コーミア、扶桑社、扶桑社ミステリー） 1993
- 『第四のジャック : 多重人格殺人犯の肖像』（ティム・カーヒル、徳間書店） 1993
- 『チョコレート・ウォー』（ロバート・コーミア、扶桑社、扶桑社ミステリー） 1994
- 『果てしなき反抗 : 続チョコレート・ウォー』（ロバート・コーミア、扶桑社、扶桑社ミステリー） 1994
- 『大統領の検屍官 : JFKからプレスリーまで全米no.1検屍官の極秘ファイル』（シリル・ウェクト、徳間書店） 1994
- 『ストリップ・ティーズ』上・下（カール・ハイアセン、扶桑社、扶桑社ミステリー） 1995
- 『最初で最後のスパイ』（ロバート・リテル、新潮社、新潮文庫） 1996
- 『異教の街の殺人』（アーチャー・メイヤー、光文社、光文社文庫） 1996
- 『雨の午後の降霊術』（マーク・マクシェーン、トパーズプレス、シリーズ百年の物語2) 1996
- 『不審死体 : 検屍官シリル・ウェクトの犯罪ファイル』（シリル・ウェクト、徳間書店） 1997
- 『ローズ』（マーティン・C・スミス、講談社、講談社文庫） 1997
- 『大怪盗 : 犯罪界のナポレオンと呼ばれた男』（ベン・マッキンタイアー、朝日新聞社） 1997
- 『諜報員マリータ』（マリータ・ローレンツ,テッド・シュワルツ、新潮社） 1997
- 『大潮流』（ジェイムズ・W・ホール、講談社、講談社文庫） 1998
- 『インヴィジブル・ワールド』（スチュアート・コーエン、講談社、講談社文庫） 1999
- 『ワイルド・ワイルド・ウエスト』（ブルース・ベスキ、新潮社、新潮文庫） 1999
- 『赤葡萄酒のかけら』上・下（ロバート・リテル、新潮社、新潮文庫） 2000
- 『運命の輪』上・下（D・バルダッチ、講談社、講談社文庫） 2000
- 『ウインドトーカーズ』（マックス・A・コリンズ、新潮社、新潮文庫） 2002
- 『大密林』（ジェイムズ・W・ホール、講談社、講談社文庫） 2002
- 『ハバナ・ベイ』（マーティン・C・スミス、講談社、講談社文庫） 2002
- 『幻の大戦機を探せ』（カール・ホフマン、文藝春秋、文春文庫） 2002
- 『贖いの地』（ガブリエル・コーエン、新潮社、新潮文庫） 2003
- 『死せるものすべてに』上・下（ジョン・コナリー、講談社、講談社文庫） 2003
- 『キューバ』上・下（スティーブン・クーンツ、講談社、講談社文庫） 2003
- 『豪華客船のテロリスト』（ジェイムズ・W・ホール、講談社、講談社文庫） 2004
- 『哀しみの街の検事補』（ロブ・ルーランド、扶桑社、扶桑社ミステリー） 2004
- 『雨の午後の降霊会』（マーク・マクシェーン、東京創元社、創元推理文庫） 2005
- 『少年の瞳、九歳の夏』（クレア・サムブルック、アーティストハウスパブリッシャーズ） 2005
- 『奇怪な果実』上・下（ジョン・コナリー、講談社、講談社文庫） 2005
- 『ぼくはいつも星空を眺めていた : 裏庭の天体観測所』（チャールズ・レアード・カリア、ソフトバンククリエイティブ） 2006
- 『原潜〈アメリカ〉強奪』上・下（スティーブン・クーンツ、扶桑社、扶桑社ミステリー） 2007
- 『アマガンセット : 弔いの海』上・下（マーク・ミルズ、ヴィレッジブックス） 2007
- 『独善』上・下（ウィリアム・ラシュナー、講談社、講談社文庫） 2008
- 『消えた核を追え』上・下（スティーヴン・クーンツ、扶桑社、扶桑社ミステリー） 2009
- 『消えたゴッホ』上・下（A・J・ゼリーズ、ランダムハウス講談社） 2009
- 『欺瞞の法則』上・下（クリストファー・ライク、講談社、講談社文庫） 2011
- 『ヘッドハンターズ』（ジョー・ネスボ、講談社、講談社文庫） 2013

### アンディ・ルーニーの「男の枕草子」
- 『ありがとう、友よ : アンディ・ルーニーの「男の枕草子」』（アンディ・ルーニー、晶文社） 1990
- 『下着は嘘をつかない : アンディ・ルーニーの「男の枕草子」』（アンディ・ルーニー、晶文社） 1990
- 『自己改善週間 : アンディ・ルーニーの「男の枕草子」』（アンディ・ルーニー、晶文社） 1990
- 『キスの悦び : アンディ・ルーニーの「男の枕草子」』（アンディ・ルーニー、晶文社） 1991

### ジョナサン・ケラーマン
- 『サイレント・パートナー』上・下（ジョナサン・ケラーマン、北村太郎共訳、新潮社、新潮文庫） 1991
- 『少女ホリーの埋れた怒り』上・下（ジョナサン・ケラーマン、新潮社、新潮文庫） 1993
- 『プライヴェート・アイ』上・下（ジョナサン・ケラーマン、新潮社、新潮文庫） 1994
- 『デヴィルズ・ワルツ』上・下（ジョナサン・ケラーマン、新潮社、新潮文庫） 1996
- 『わるい愛』上・下（ジョナサン・ケラーマン、新潮社、新潮文庫） 1997
- 『パラダイスの針』上・下（ジョナサン・ケラーマン、新潮社、新潮文庫） 1998
- 『クリニック』上・下（ジョナサン・ケラーマン、新潮社、新潮文庫） 1998
- 『トラウマ』上・下（ジョナサン・ケラーマン、新潮社、新潮文庫） 2000
- 『イノセンス : 女性刑事ペトラ』上・下（ジョナサン・ケラーマン、講談社、講談社文庫） 2001
- 『モンスター : 臨床心理医アレックス』（ジョナサン・ケラーマン、講談社、講談社文庫） 2005
- 『マーダー・プラン : 臨床心理医アレックス』上・下（ジョナサン・ケラーマン、講談社、講談社文庫） 2006

### ロビン・シャーマ
- 『3週間続ければ一生が変わる : あなたを変える101の英知』（ロビン・シャーマ、海竜社） 2006、のち改版 2009
- 『3週間続ければ一生が変わる pt.2(きょうからできる最良の実践法)』（ロビン・シャーマ、海竜社） 2007
のち改題『3週間続ければ一生が変わる part 2 (最高の自分に変わる80の英知)』 2011
- 『今すぐやらなければ人生は変わらない : もっと運がよくなるシンプルな法則』（ロビン・シャーマ、海竜社） 2008
- 『心のカップを空にせよ! : 意識が変わる物語』（ロビン・シャーマ、ダイヤモンド社） 2008
- 『幸せなリーダーになる8つの習慣』（ロビン・シャーマ、ダイヤモンド社） 2010
- 『答えはすでにあなたの心の中にある : ほんとうの自分に目覚める7つのステップ』（ロビン・シャーマ、ダイヤモンド社） 2012